# Pfarrhaus (Sailauf)

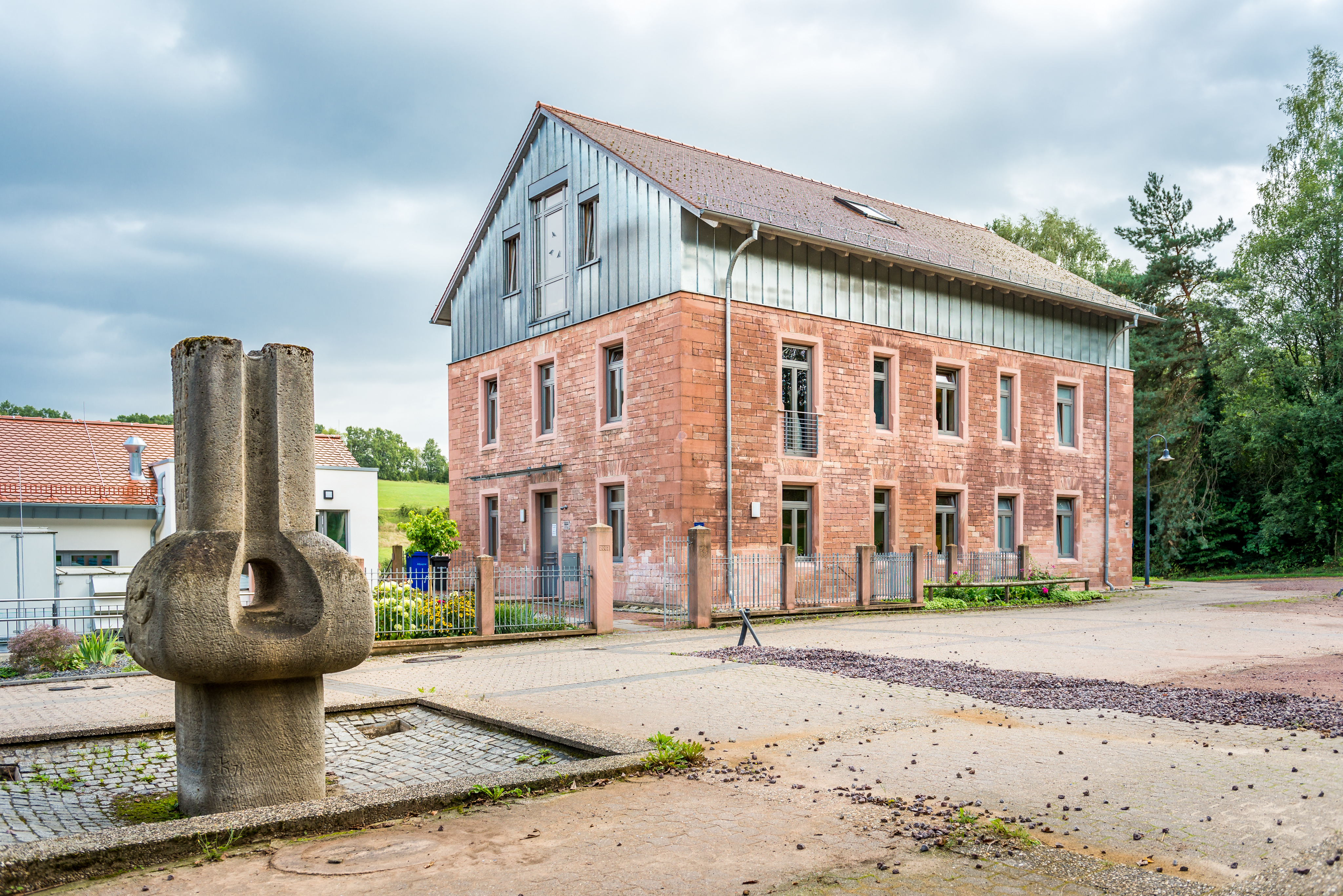
Ehemaliges Pfarrhaus in Sailauf

Das Pfarrhaus in Sailauf, einer Gemeinde im unterfränkischen Landkreis Aschaffenburg in Bayern, wurde 1846 errichtet. Das ehemalige Pfarrhaus am Kirchberg 2, gegenüber der ehemaligen Auferstehungskirche, ist ein geschütztes Baudenkmal.
Im Jahr 1977 wurde das Gebäude verändert.
Das Gebäude wurde 2006 von der politischen Gemeinde gekauft, um Räume für Vereine und kulturelle Veranstaltungen zu schaffen.